# العلاقات البرازيلية الطاجيكستانية
العلاقات البرازيلية الطاجيكستانية هي العلاقات الثنائية التي تجمع بين البرازيل وطاجيكستان.

## مقارنة بين البلدين
هذه مقارنة عامة ومرجعية للدولتين:
| وجه المقارنة                                              | البرازيل | طاجيكستان                          |
| --------------------------------------------------------- | --- | ---------------------------------- |
| المساحة (كم2)                                             | 8.52 مليون | 143.10 ألف                         |
| عدد السكان (نسمة)                                         | 202.66 مليون | 8.92 مليون                         |
| الكثافة السكانية (ن./كم²)                                 | 23.79 | 62.33                              |
| العاصمة                                                   | برازيليا، ريو دي جانيرو | دوشنبه                             |
| اللغة الرسمية                                             | برتغالية برازيلية، Brazilian Sign Language ‏ | اللغة الطاجيكية                    |
| العملة                                                    | ريال برازيلي، كروزيرو ريال برازيلي ‏، كروزيرو البرازيلية (1990–1993)، البرازيلي كروزادو نوفو، كروزادو برازيلي، cruzeiro ‏، كروزيرو البرازيلية (1942–1967)، الريال البرازيلي (قديم) | ساماني طاجيكي، الروبل الطاجيكستاني |
| الناتج المحلي الإجمالي (بليون دولار)                      | 2.06 تريليون | 7.15 مليار                         |
| الناتج المحلي الإجمالي (تعادل القوة الشرائية) بليون دولار | 3.22 تريليون | 24.03 مليار                        |
| الناتج المحلي الإجمالي الاسمي للفرد دولار أمريكي          | 8.54 ألف | 925                                |
| الناتج المحلي الإجمالي للفرد دولار أمريكي                 | 15.89 ألف | 2.69 ألف                           |
| مؤشر التنمية البشرية                                      | 0.754 | 0.624                              |
| رمز المكالمات الدولي                                      | +55 | +992                               |
| رمز الإنترنت                                              | .br | .tj                                |
| المنطقة الزمنية                                           | | ت ع م+05:00                        |

## منظمات دولية مشتركة
يشترك البلدان في عضوية مجموعة من المنظمات الدولية، منها:
| علم المنظمة | اسم المنظمة                        | تاريخ انضمام البرازيل | تاريخ انضمام طاجيكستان |
| ----------- | ---------------------------------- | --------------------- | ---------------------- |
|             | مؤسسة التنمية الدولية              | 15 مارس 1963          | 4 يونيو 1993           |
|             | مؤسسة التمويل الدولية              | 31 ديسمبر 1956        | 2 ديسمبر 1994          |
|             | منظمة حظر الأسلحة الكيميائية       | ?                     | ?                      |
|             | الأمم المتحدة                      | 24 أكتوبر 1945        | 2 مارس 1992            |
|             | الاتحاد الدولي للاتصالات           | 4 يوليو 1877          | 28 أبريل 1994          |
|             | منظمة الشرطة الجنائية الدولية      | ?                     | ?                      |
|             | البنك الدولي للإنشاء والتعمير      | 14 يناير 1946         | 4 يونيو 1993           |
|             | الاتحاد البريدي العالمي            | ?                     | ?                      |
|             | وكالة ضمان الاستثمار متعدد الأطراف | 7 يناير 1993          | 9 ديسمبر 2002          |
|             | يونسكو                             | 4 نوفمبر 1946         | 6 أبريل 1993           |
|             | الفريق المعني برصد الأرض           | ?                     | ?                      |

## وصلات خارجية
- موقع وزارة الخارجية البرازيلية